# Le Château-d'Almenêches
Le Château-d'Almenêches (lə ʃɑ.to.d‿al.mə.nɛʃⓘ) es una población y comuna francesa, situada en la región de Baja Normandía, departamento de Orne, en el distrito de Argentan y cantón de Mortrée.

## Demografía
| 240 | 251 | 209 | 169 | 197 | 182 |
| Para los censos de 1962 a 1999 la población legal corresponde a la población sin duplicidades (Fuente: INSEE [Consultar]) |     |     |     |     |     |